# Château de Soulgé
Le Château de Soulgé à Saulges est un château en Mayenne, situé à 2 500 mètres au Nord-Ouest du bourg.

## Désignation
- Decima de Sougé, XIIIe siècle (Cartulaire de la Couture, p. 224).
- Soulgé le Courtin, 1361 (Chartrier de Soulgé).
- Sougié, 1368 (Archives nationales, P. 1.343, f. 40).
- Sougé le Courtin, 1460 (Titres de Villiers, Vaiges).
- Soulgé le Courtin, 1532 (Censif de Sainte-Suzanne).
- Sougé le Courtin, château, chapelle (Jaillot).
- Sougé le Courtin, château (Cassini).

## Histoire

Armes de la Famille de Mathefelon : De gueules aux six écus d'or ordonnés 3, 2 et 1.

Un aveu est rendu le 3 janvier 1361 (n.s.) à Guillaume de Mathefelon. Un aveu du 14 janvier 1418, est présenté à Guy de Mathefelon, seigneur de la Cropte « au regard de sa terre de Chources » et comprend le portail et tout ce qui est séparé de l'hébergement par les douves, ainsi que « plusieurs haies, faux, murgiers à connins avec droit de garennes deffensables, l'outreplus de l'hébergement estant tenu du seigneur de Montguion, » qui lui-même relevait du sire de Mathefelon. Il était dû aussi 5 sols de service au seigneur de Thévalle (1437).
Le château est inscrit au titre de monuments historiques par arrêté du 4 juillet 1988.

## Description
Pour l'Abbé Angot, le corps de logis ne semble dater que du XVIe siècle, même si y voit pourtant l'écusson des Courtin. Il est entouré de douves murées larges, profondes et abondamment pourvues d'eaux vives, qui lui faisaient une défense assez sérieuse, aussi bien que le portail, conservé intact avec ses deux étages, les embrasures et les rainures du double pont-levis. 
On a constaté, sous la terrasse, l'existence de caves ou de galeries. La chapelle servait en 1636. En vue du château, il y avait à la fin du XIXe siècle un étang et une haute futaie. 
Au mois de mai 1796, Louis Auguste Victor de Ghaisne de Bourmont écrit du château de Soulgé à Claude-Augustin de Tercier pour lui demander une entrevue.

## Seigneurs
- Huet Courtin, dont la tombe est dans l'église de Saint-Pierre-sur-Erve, † 1330.
- Jean Courtin, mari de Philippe d'Abatant, 1361.
- Jean de Chandemanche, 1415, mari d'Aliette Courtin, remariée en 1430 à Robinet de la Fontaine.
- René de Chandemanche, mari de Briande du Chesne, 1461.
- Louis de la Palu, époux de Mathurine de Chandemanche, 1490.
- Marguerite d'Arquenay, veuve d'Olivier de la Palu, 1532.

### Famille du Bellay
- Jacques du Bellay,  († 1580), baron de Thouarcé, sire du Bellay, de la Lande, de Gizeux et d'Avrillé, gouverneur d'Anjou, époux en 1535 d'Antoinette de la Pallu († vers 1551/1555)
- Eustache (II) du Bellay de Commequiers († vers 1589 ou vers 1608 ?), x 1558 Guyonne d'Orenge, dame de de la Courbe, de la Feuillée, de Launay-Morel et la Sénéchaussière, de Linières
- Charles du Bellay, mari de Radegonde des Rotours, dont le fils unique, René, mourut sans postérité.
- Pierre du Bellay, frère du précédent, par cession qu'il lui fit en 1585, mari de Barbe d'Aulnières, habitait le château en 1592. Ses serviteurs vont à Parneau et à la Bazouge, pour détourner les bandes anglaises. 3 enfants de Pierre du Bellay et de Barbe d'Aulnières sont baptisés dans la chapelle du château au plus fort des troubles de la Ligue catholique : Guyonne, le 18 mars 1589 ; Catherine, le 30 septembre 1590 ; Pierre, le 24 décembre 1591.  Le 14 janvier 1593, étaient réunis au château de Soulgé : Pierre du Bellay, seigneur de la Courbe et de Soulgé, mestre de camp d'un régiment d'infanterie française pour le service de S. M. (sic) ; Charles du Bellay, seigneur de la Feuillée et du Coudray ; René du Bellay, seigneur de la Pallu, abbé de Fontaine-Daniel ; Jacques du Bellay, seigneur de Sacé sur Maine et de la Sénéchaussée, capitaine de cinquante chevau-légers ; et Guy du Bellay, seigneur d'Aulnières, fils et petits-fils d'Eustache du Bellay, pour donner leur avis sur la parenté qui pouvait exister entre eux et Jacques du Bellay, écuyer, demeurant à Coizard, bailliage de Vitry[Lequel ?][3]. Pierre du Bellay, seigneur de Soulgé, fut compris dans la Capitulation de Laval, signée par le roi le 8 mai suivant. Il avait d'ailleurs un passe-port du roi pour se présenter à Laval en cette circonstance.
- Guy du Bellay, époux de Marie de Pluvinel, capitaine de cavalerie, 1618 et peut-être après lui Antoine, son fils, et François-René, son petit-fils, possédèrent encore le château

### Famille de La Porte
- Le château est acquis avant 1681 par Jean de la Porte, sieur du Manoir. L'abbé de la Porte, par testament de 1691, avait légué toute sa fortune aux œuvres pies, mais par arrangement, Soulgé resta aux siens.

### Famille Rousseau de Monfrand
- En 1763, Joseph-Nicolas Rousseau de Monfrand en hérite de René Charles François de la Porte.
- Joseph-Nicolas Rousseau de Monfrand et Marie Duchemin, sa veuve, 1780, le possédèrent. Les Rousseau de Montfrand le conservent pendant les dernières décennies du XVIIIe siècle puis une grande partie du XIXe siècle[4].
- Charles Georges de Beaulaincourt vend le château en 1898 à François Juhel marquis de Lamotte-Baracé qui le revend en 1905 à l'artiste-peintre parisien Julien Perrey.
- En 1956, Rémy Le Tourneur l'acquiert de la veuve de ce dernier.

### Liens
- Ressources relatives à l'architecture :   - Inventaire Pays de la Loire
  - Mérimée

## Source
« Château de Soulgé », dans Alphonse-Victor Angot et Ferdinand Gaugain, Dictionnaire historique, topographique et biographique de la Mayenne, Laval, A. Goupil, 1900-1910 [détail des éditions] (BNF 34106789, présentation en ligne)